# Witte populierenbladroller
De witte populierenbladroller (Gibberifera simplana) is een vlinder uit de familie bladrollers (Tortricidae). De wetenschappelijke naam is voor het eerst geldig gepubliceerd in 1836 door Fischer v. Roslerstamm.
De soort komt voor in Europa.